# Laurahütte (Oberschlesien)

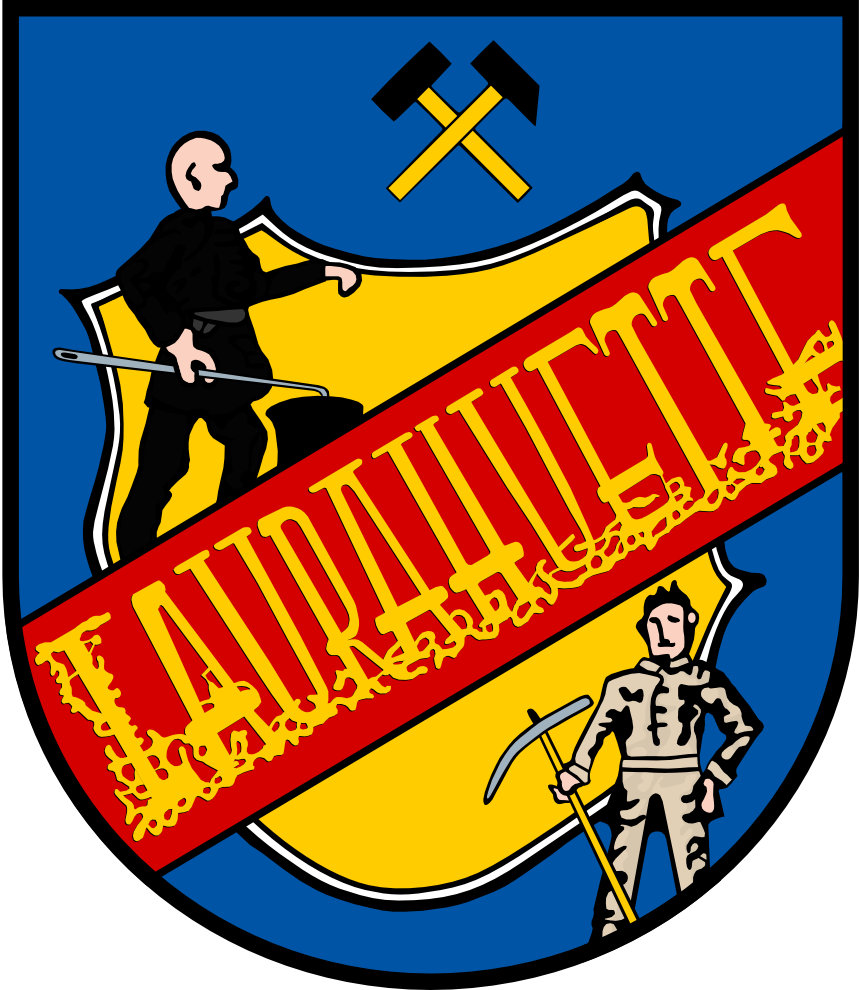
Wappen der Gemeinde Laurahütte

Die Gemeinde Laurahütte (Oberschlesien) war eine 1890 errichtete und 1922 wieder aufgelöste Gemeinde im Landkreis Kattowitz, die heute zur Stadt Siemianowice Śląskie gehört.

## Geschichte
Die Laurahütte war ein in den 1830er-Jahren vom Magnaten Hugo Henckel von Donnersmarck angelegtes Hüttenwerk in der Nähe von Beuthen. Dort entstand 1838 ein erstes integriertes Eisenwerk in Oberschlesien. Dieses war zu seiner Zeit einer der größten Eisenhüttenbetriebe.
1871 erfolgte die Gründung der „Vereinigten Königs- und Laurahütte, Aktiengesellschaft für Bergbau und Hüttenbetrieb zu Berlin“. Die politische Gemeinde Laurahütte entstand im Jahre 1890. Das Rathaus der Gemeinde Laurahütte wurde bereits 1897 in deutlich zurückhalterenden Formen realisiert.
Die Gemeinde Laurahütte hatte 1910 16.120 Einwohner.
Bei der Volksabstimmung in Oberschlesien am 20. März 1921 stimmten 6.160 Wahlberechtigte für einen Verbleib bei Deutschland und 3.081 für Polen. Infolge der Teilung Oberschlesiens wurde Laurahütte 1922 als Laura Huta dem polnischen Ostoberschlesien zugeteilt. Am 19. Juni 1922 wurde die Gemeinde Laurahütte aufgelöst und das Gebiet 1923 mit der Gemeinde Siemianowice Śląskie (Siemianowitz) als neue Gemeinde Huta Laura-Siemianowice Śląskie zusammengelegt. Diese erhielt 1927 den kürzeren Namen Siemianowice Śląskie.

## Söhne und Töchter des Ortes

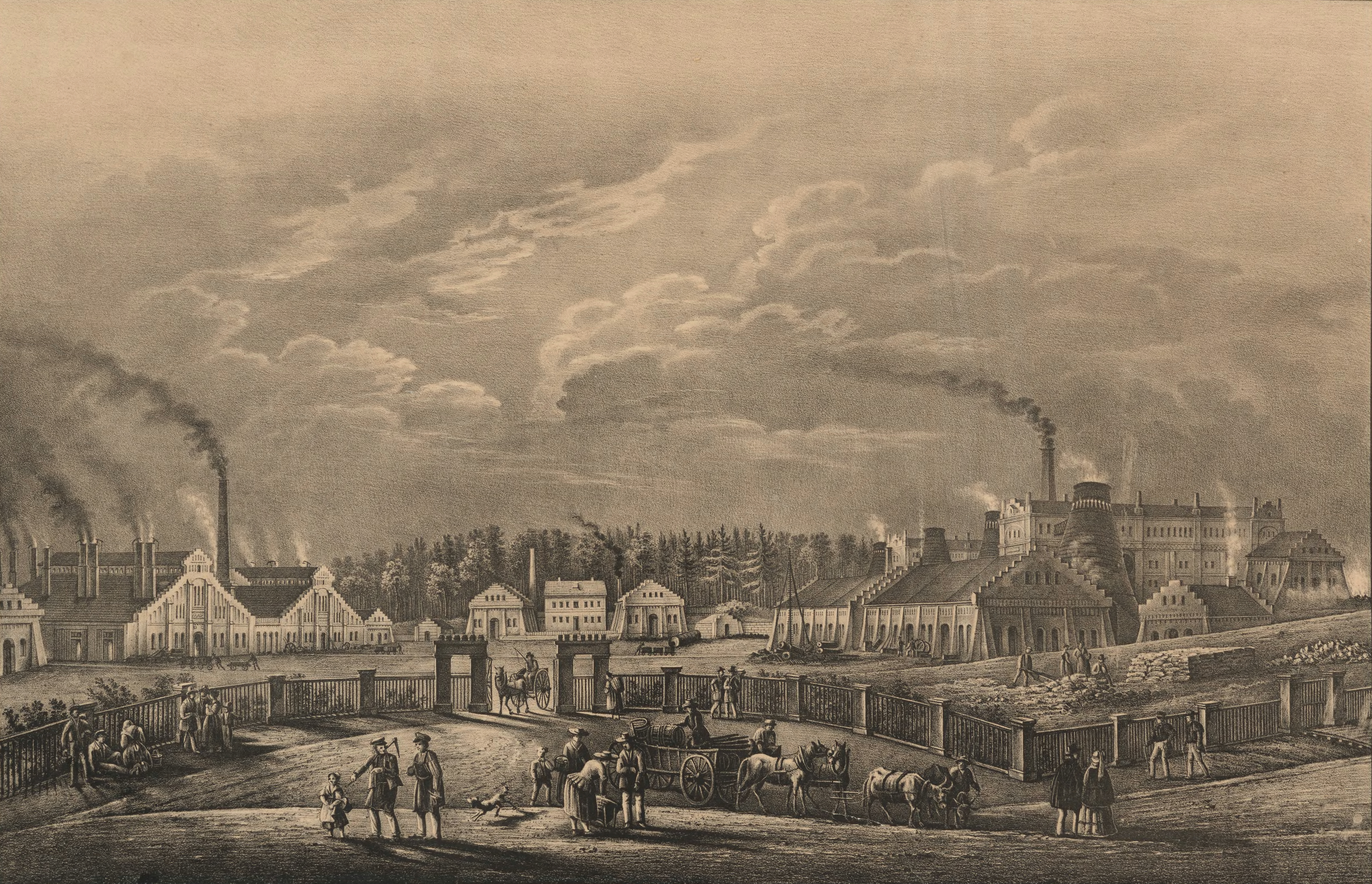
Die Laurahütte in Oberschlesien im 19. Jahrhundert

- Emil Naglo (1845–1908), deutscher Unternehmer (Elektrotechnik)
- Hubert Schmidt (1864–1933), deutscher Prähistoriker, Kustos und Hochschullehrer in Berlin
- Walter Reichel (1867–1937), deutscher Ingenieur und Hochschullehrer, (Elektrotechnik, Elektrische Bahnen)
- Victor Loewe (1871–1933), deutscher Historiker und Archivar
- Ernst Steinitz (1871–1928), deutscher Mathematiker
- Max Brahn (1873–1944), deutsch-jüdischer Psychologe
- Otto Fitzner (1888–1946), Industriejurist
- August Klecha (1890–1963), deutscher Kaufmann, Politiker (NSDAP) und Mitglied des Provinziallandtages der Provinz Hessen-Nassau
- Johann Kowoll (1890–1941), Abgeordneter
- Albert Hadda (1892–1975), Architekt
- Otto Josef Schlein (1895–1944), deutsch-jüdischer Arzt und Kommunist
- Erich Franz (1903–1961), deutscher Schauspieler
- Michael Jary (1906–1988), deutscher Komponist
- Herbert Jarczyk (1913–1968), deutscher Komponist